# Vladislav al IV-lea Vasa
Vladislav al IV-lea Vasa (în poloneză Władysław IV Waza, în latină Vladislaus IV Vasa, în lituaniană Vladislovas IV Vaza; n. 9 iunie 1595, Łobzów⁠(d), voievodatul Polonia Mică, Polonia – d. 20 mai 1648, Merkinė⁠(d), Marele Ducat al Lituaniei, Lituania) a fost principe polonez și suedez, fiul lui Sigismund al III-lea Vasa și al primei sale soții, Ana de Austria. Vladislav al IV-lea a fost rege al Uniunii polono-lituaniene de la 8 noiembrie 1632 până la sfârșitul vieții.
În 1610 adolescentul Vladislav a fost ales Țar al Rusiei de grupul celor „șapte boieri”, dar nu și-a asumat tronul moscovit datorită opoziției tatălui său și a revoltei populare din Rusia. A folosit titlul de Mare Duce al Moscovei până în 1634. În tot acest timp pe tronul Rusiei s-a aflat Mihail Romanov.

## Titluri roiale
Titlurile sale în latină erau: „Vladislaus Quartus Dei gratia rex Poloniae, magnus dux Lithuaniae, Russiae, Prussiae, Masoviae, Samogitiae, Livoniaeque, necnon Suecorum, Gothorum Vandalorumque haereditarius rex, electus magnus dux Moschoviae” - în română: „Vadislav al IV-lea, prin harul lui Dumnezeu Regele Poloniei, Mare Duce al Lituaniei, Ruteniei, Prusiei, Masoviei, Samogitiei, Livoniei și rege ereditar al Suedezilor, Goților și Vandalilor, ales Mare Duce al Moscoviei”.

## Viața
Tatăl lui Vladislav al IV-lea, Sigismund al III-lea Vasa, nepotul regelui Suediei, Gustav I, a reușit să ocupe tronul suedez în 1592, dar a fost detronat în 1599 de unchiul său, regele Carol al IX-lea, ceea ce a generat un conflict de lungă durată cu regii polonezi ai Casei de Vasa care pretindeau tronul suedez.

### Copilăria

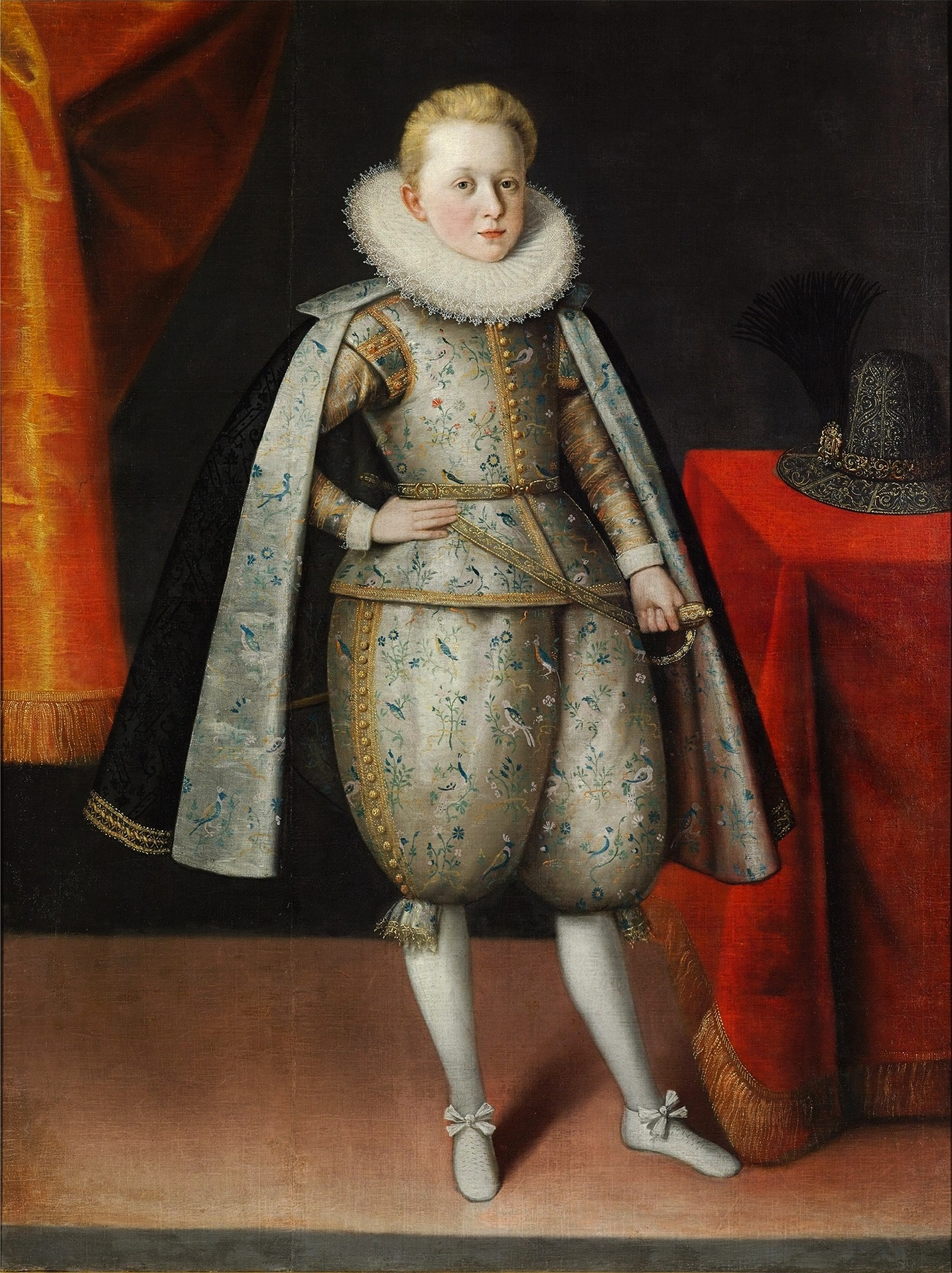
Prințul Vladislav la vârsta de 10 ani (1605)

Căsătoria lui Sigismund al III-lea Vasa cu Ana de Austria a fost motivată politic, având scopul de a lega tânăra Casă de Vasa de cea a Habsburgilor. Vladislav s-a născut pe 9 iunie 1595, la reședința de vară a regelui din Łobzów, lângă Cracovia, la câteva luni după ce Castelul Wawel a fost ars.
Mama lui Vladislav a murit pe 10 februarie 1598, la mai puțin de trei ani de la nașterea lui Vladislav. El a fost crescut de una dintre doamnele de la curte, Urszula Meierin, care a devenit o persoană puternică la curtea regală cu multă influență. Totuși, Urszula și-a pierdut treptat influența în timp ce Vladislav câștiga profesori și mentori noi, precum preoții Gabriel Prowancjusz, Andrzej Szołdrski și Marek Łętkowski și militarul Zygmunt Kazanowski. Planurile studiului său erau concepute de preotul Piotr Skarga, căruia Sigismund al III-lea îi purta respect. Vladislav a studiat mai mulți ani în cadrul Academiei din Cracovia și doi ani la Roma.
De la vârsta de 10 ani Vladislav a avut propria sa curte. Astfel el s-a împrietenit cu Adam Kazanowski și fratele său, Stanisław. Tânărul Vladislav era interesat de arte, devenind mai târziu un important susținător al artelor, vorbea și scria în limba germană, italiană și latină. Era plăcut de nobilimea poloneză, însă planurile tatălui său de a-i asigura pe viitor tronul nu erau agreate și în cele din urmă a dus la rebeliunea Zebrzydowski.

### Țar

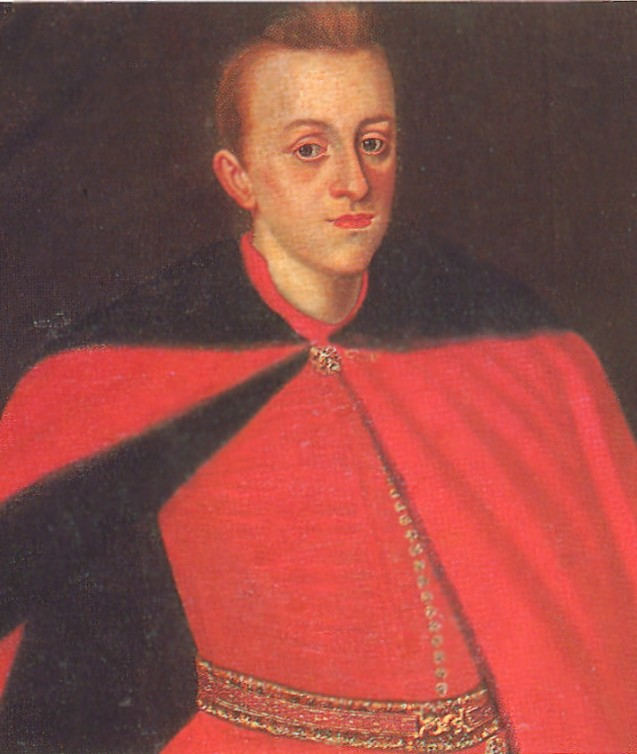
Tânărul Vladislav

Odată cu intensificarea intervenției poloneze în Moscova în 1609, familia regală s-a mutat la reședința lor din Vilnius, capitala Marelui Ducat al Lituaniei. La scurt timp după aceea, în același an, Vladislav în vârstă de 15 ani, a fost ales țarul Moscovei, de către consiliul aristocrației al celor Șapte Boieri, care l-au răsturnat pe țarul Vasili Shuysky în timpul războiului polono-moscovit. Alegerile au fost distruse de tatăl său, Sigismund, care urmărea ca populația Moscovei să se convertească de la ortodoxism la catolicism. Sigismund a refuzat să fie de acord cu cererea boierilor de a-l trimite pe prințul Vladislav la Moscova și de a fi convertit la ortodoxism. În schimb, a propus ca acesta să domnească în calitate de regent, iar această propunere a condus la reluarea ostilităților.
Vladislav a încercat să-și recapete tronul țarului prin organizarea unei campanii în 1616. În ciuda unor victorii militare, el a fost în impasibilitatea de a captura Moscova. Comunitatea a câștigat unele teritorii disputate în Armistițiul Deulino, dar Vladislav nu a fost în stare niciodată să guverneze în Rusia (în tot acest timp, tronul a fost deținut de Michael Romanov). El a deținut titlul de țar însă nu avusese nici o putere reală, până în anul 1634. Probabil, eșecul acestei campanii i-au arătat lui Vladislav limitele puterii regale din Polonia, iar factorii majori pentru acest eșec fiind autonomia semnificativă a militarilor, care nu îl vedeau pe Vladislav ca superior al lor, cât și lipsa de fonduri, după ce Parlamentul polonez a refuzat să subvenționeze războiul.

### Principe
Înainte ca el să fie ales rege, Vladislav a luptat în multe campanii, căutându-și gloria personală. După campania sa finală împotriva rușilor din 1617 – 1618, în 1619 el a plecat la Silezia, unde a căutat o oportunitate de a-i ajuta pe Habsburgi în lupta lor împotriva cehilor, în Războiul de Treizeci de Ani.
Anul următor, Vladislav a luat parte la cea de-a doua fază a războiului polono-otoman, o serie de lupte lungi între Polonia și otomani pentru Moldova. În 1621 Vladislav a fost unul dintre comandanții polonezi în Bătălia de la Chocim, unde conform relatărilor, s-a îmbolnăvit, dar în ciuda acestui fapt el s-a dovedit a fi vocea rațiunii, convingându-i pe comandanții polonezi să continue să lupte. Sfatul său a fost corect și lupta s-a încheiat cu un tratat de pace care i-a adus reputația de „apărător al credinței creștine”, și o mare popularitate.
În 1623, în apropiere de Gdańsk, a fost martor la atitudinea arogantă a lui Gustav Adolphus, a cărui armată a găsit posibilitatea de a cere concesii de la Gdańsk. În 1624 regele Sigismund a decis că a venit momentul pentru Vladislav să călătorească în Europa de Vest, la fel ca mulți dintre colegii săi. Din motive de securitate, Vladislav a călătorit sub un nume fals, Snopkowski. Prima dată, el a călătorit în Wrocław, apoi în München, unde s-a întâlnit cu Maximilian I, Elector de Bavaria. La Bruxelles a cunoscut-o pe infanta Isabella Clara Eugenia a Spaniei, în Anvers pe Rubnes, în apropiere de Breda, l-a cunoscut pe Ambrosio Spinola. În timpul șederii sale cu Spinola, acesta a fost impresionat de tehnicile armatei occidentale, acest lucru fiind reflectat mai târziu când a devenit rege (problemele militare au fost întotdeauna importante pentru el). Deși nu era un geniu militar, și era depășit de contemporanul său, hatmanul  Stanisław Koniecpolski, Vladislav era cunoscut ca fiind un comandant destul de abil. La Roma el a fost întâmpinat de Papa Urban al VIII-lea care l-a felicitat pentru lupta împotriva turcilor. În timpul șederii sale în Florența, Vladislav a fost impresionat de operă, și a decis să introducă acesta formă de artă și în țara sa. La Genua și Veneția a fost impresionat de șantierele navale locale.
După întoarcerea sa în Polonia în 1626, a luptat împotriva suedezilor, în ultima fază a războiului polono-suedez, luând parte la Bătălia de la Gniew. Implicarea lui în acest conflict, care a durat până la Armistițiul Altmark în 1629, a fost destul de limitată, petrecându-și timpul în alte părți ale țării. În acea perioadă și după aceea, el a încercat să influențeze pentru susținerea candidaturii sale la tronul polonez, iar ca și tatăl său, succesiunea tronului polonez nu avea loc prin moștenire, ci prin procesul de alegeri regale. În timp ce Vladislav și Sigismund au încercat să asigure alegerile, acest lucru nu a fost privit cu ochi buni de nobilime, eșuând în mod repetat, până a fost inclus în Seim în anul 1631. Atacul de cord brusc a lui Sigismund de pe 23 aprilie 1632 cât și moartea sa în dimineața zilei de 30 aprilie, au forțat lucrurile pentru a fi discutate din nou.

### Rege

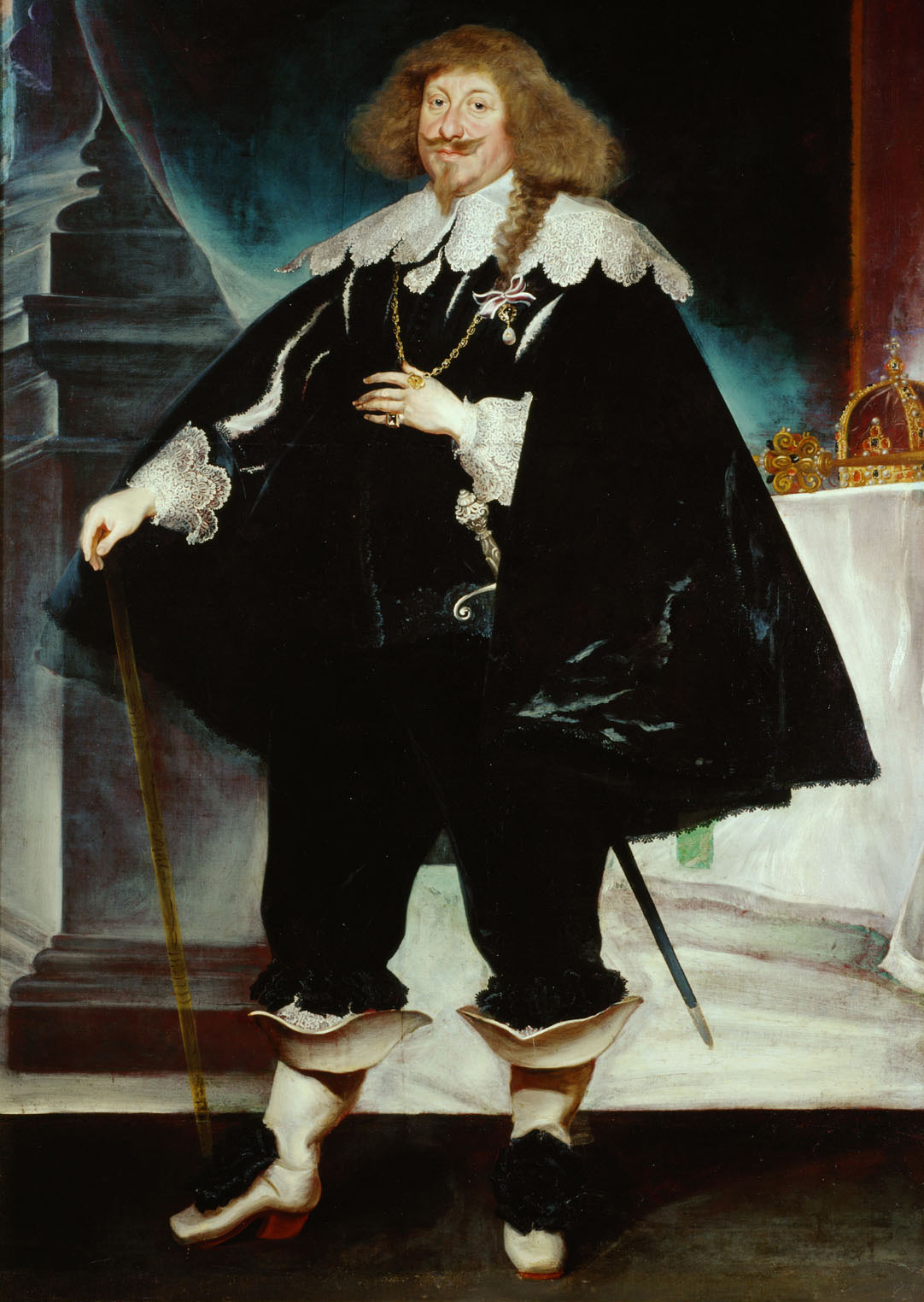
Vladislav al IV-lea, de Frans Luycx, ca. 1639

Alegerile Seimului din 1632, au concluzionat în cele din urmă alegerea lui Vladislav. Decizia asupra problemei următorului rege al Republicii a fost luată pe 8 noiembrie, dar înțelegerea contractuală (Pacta conventa) nu era gata încă, motiv pentru care anunțul oficial a fost amânat până la 13 noiembrie. În Pacta converta, Vladislav s-a angajat să finanțeze o școală militară, să găsească o modalitate de a finanța flota navală, să mențină alianțele actuale, să nu ridice armata, să nu ofere birouri sau grade militare străinilor, să nu negocieze tratate sau să declare război fără acordul Seimului, să nu își ia o soție fără acordul Seimului, să-i convingă pe frații săi să depună jurământul pentru Republică, și să transfere profiturile de la Monetăria Roaială la Trezoreria Roială, și nu la tezaurul privat. Când rezultatele alegerilor au fost făcute publice de către Marele Mareșal Łukasz Opaliński, nobilimea care luase parte la alegeri a început festivitățile în cinstea noului rege. Vladislav a fost încoronat pe 6 februarie în anul următor.

## Campaniile militare

Republica polono-lituaniană în timpul domniei lui Vladislav al IV-lea (ca. 1635)

Într-o încercare de a profita de confuzia după moartea regelui polonez, țarul Mihail I al Rusiei a ordonat un atac asupra Republicii. O armată moscovită a trecut frontiera de est a Republicii în octombrie 1623 și a asediat Smolensk (regiune cedată de Rusia  Poloniiei în 1618, la sfârșitul războiului Dymitriad). În războiul împotriva Rusiei din 1632 - 1634 (războiul Smolensk), Vladislav a reușit să rupă asediul în septembrie 1633 și a înconjurat armata rusă sub comanda lui Mihail Shein, forțând-o să se predea în martie 1634. În timpul campaniei, Vladislav a început programul de modernizare a armatei sale, punând accent pe infanterie și artileria modernă. Vladislav s-a dovedit a fi un tactician bun, iar inovațiile sale în utilizarea artileriei și fortificațiilor s-a bazat pe ideile occidentale care a contribuit la succesul final al polono-lituanienilor. Regele Vladislav a vrut să continue războiul, după ce Tratatul polono-suedez Altmark expira curând, aliându-se cu rușii pentru a lovi Suedia. Cu toate acestea, Seimul nu mai dorea alte conflicte. Pacea a avut loc la Polyanov prin Tratatul de la Polanów, unde Polonia a fost favorizată. Moscova a fost de acord să plătească 20.000 de ruble în schimbul renunțării lui Vladislav la toate pretențiile asupra tronului și predării însemnelor regale, care se alfau în posesia Republicii de la războiul Dymitriads.
În urma campaniei Smolensk, Republica a fost amenințată de un alt atac din partea Imperiului Otoman. În timpul războaielor împotriva otomanilor în 1633 - 1634, Vladislav a mutat armata la sud de Moscova, unde sub comanda hatmanului Stanisław Koniecpolski, i-a forțat pe turci să reînnoiască tratatul de pace. În tratat, ambele țări au fost de acord să stopeze raidurile, iar otomanii au confirmat că Republica este o putere independentă și nu e nevoie să plătească tribut Imperiului Otoman.

## Politica
În cele trei luni dintre alegere și încoronare, Vladislav a privit posibilitatea de succesiune pașnică a tronului suedez, după moartea recentă a lui Gustav Augustus, dar acest lucru, precum și propunerea de a fi mediator între Suedia și dușmanii săi, a fost respinsă, în primul rând de către cancelarul suedez și de șeful consiliului de regență, Axel Oxenstierna.
Vladislav datora supunere nominală către Imperiul Habsburgilor, fiind membru al Ordinului Lânii de Aur. Relația sa cu Habsburgii a fost relativ puternică, deși el nu a reușit să efectueze negocieri cu dușmanii lor, cum ar fi Franța, unde i-a refuzat propunerea de alianță a cardinalului Richelieu în 1635 și de a ieșit în totalitate din războiul cu ei, după ce spera la un potențial câștig a teritoriilor din Silezia. Realizase că o astfel de mișcare ar provoca mai multă neliniște în Republică, liniște de care ducea lipsă, cât și probabil, autoritatea și puterea de a împinge o asemenea schimbare a politicii în Seim, rezultând la un conflict dificil. Din 1636, Vladislav a consolidat și mai mult legăturile sale cu Habsburgii.
În același timp Vladislav a încercat să-și asume rolul de lider în politica europeană, și a încercat să negocieze o soluționare pașnică a Războiului de Treizeci de Ani, o problemă care spera să-i ușureze drumul său spre a recâștiga coroana suedeză. În urma Armistițiului Suhmsdorf, Vladislav își dădea seama că perspectivele sale de a recâștiga tronul suedez se diminuau. Între anii 1636-1638 a propus o serie de reforme pentru a consolida atât puterea sa cât și cea a Republicii. Primul său plan a fost de a încerca să asigure o provincie ereditară în interiorul țării, care să nu fie amenințată de posibilul transfer de putere după o viitoare alegere regală. Acest plan nu a fost susținut de Seim. Apoi a încercat să creeze un ordin de cavalerism, similar cu Ordinul Lânii de Aur, dar acest plan a fost abandonat repede, după ce nobilii polonezi și magnații vedeau acest lucru ca pe o încercare de a crea o elită regală, monarhistă, care se opunea în mod tradițional la orice ar fi putut duce la reducerea puterii lor externe. Votul popular și opoziția, de asemenea, au dus la eșecul planului său de a colecta taxe de la comercianți. La această problemă, nu a fost împotrivă numai nobilimea, ci și negustorii și burghezia , care au fost capabili să adune suficient sprijin (inclusiv de la puteri străine) pentru a opri reformele regelui.

## Căsătoriile
La începutul domniei sale, au existat planuri în ceea ce privea căsătoria lui Vladislav cu prințesa Elisabeta de Boemia, Prințesa Palatină (fiica lui Frederick al V-lea, Elector Palatin). Acest lucru nu a fost popular în rândurile nobililor catolici și a bisericii catolice, și când i-a devenit clar lui Vladislav că acest lucru nu i-ar convinge pe suedezi să-l aleagă pentru tronul lor, planul său a fost abandonat.
Împăratul Roman Ferninand al II-lea, a propus o căsătorie între Vladislav și arhiducesa Cecilia Renata de Austria (sora viitorului Frederick al III-lea), care a sosit la Varșovia undeva în primăvara anului 1636. În iunie a aceluiași an, Vladislav l-a trimis pe Jerzy Ossoliński la Curtea Imperială, pentru a lucra la îmbunătățirea relațiilor dintre Imperiu și Republică. Oamenii de încredere a regelui, părintele Walerian Magni și voievodul Kasper Doenhoff, au ajuns la Regensburg pe 26 octombrie 1636, împreună cu acordul și cu negocierile efectuate. Zestrea arhiducesei a fost stabilită la suma de 100.000 de zloți iar Împăratul a promis, de asemenea, să plătească zestrele celor două soții ale lui Sigismund: Anne și Constance. În plus, fiul lui Vladislav și a Ceciliei putea obține ducatul din Opole și Racibórz din Silezia. Cu toate acestea, înainte ca totul să fie confirmat și semnat, Frederick al II-lea a murit iar Frederick al III-lea a susținut ideea de a oferi ducatele din Silezia fiului lui Vladislav. În schimb, zestrea a fost scrisă și protejată de proprietățile din Boemia. La data de 16 martie 1637, a fost semnată o alianță de familie între Habsburgi și filiala poloneză a Casei de Vasa. Vladislav a promis să nu semneze pacte împotriva Habsburgilor, și să le transfere drepturile sale la tronul suedez în cazul dispariției liniei sale de moștenitori. În schimb, Habsburgii au promis să sprijine eforturile sale de a recâștiga coroana suedeză, și să-i transfere câteva teritorii în cazul în care ar câștiga războiul împotriva turcilor. Căsătoria a avut loc pe 12 septembrie 1637.

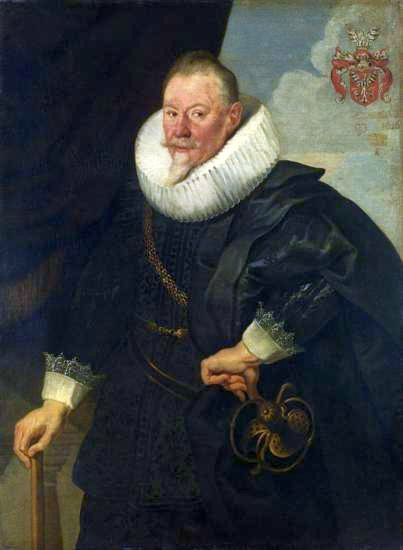
Vladislav al IV-lea aproape de sfârșitul vieții

Următorii câțiva ani nu au fost de succes în ceea ce privește planurile sale. În cele din urmă, el a încercat să evite opoziția din Seim formând alianțe secrete, relații și intrigi, care s-au dovedit fără succes. Aceste planuri includeau: scheme, cum ar fi sprijinirea Sfântului Împărat Roman la Inflanty în 1639, care spera să ducă la un posibil război; o tentativă de alianță cu Spania împotriva Franței în 1640 - 1641 iar în 1641 - 1643, cu Danemarca împotriva Suediei. Pe plan internațional, el a încercat să medieze între diverse facțiuni religioase ale creștinismului, folosind imaginea tolerantă a Republicii care avea să se prezinte ca mediator neutru. El a organizat o conferință la Toruń, care a început pe 28 ianuarie 1645, și care nu a reușit să ajungă la concluzii semnificative.
După moartea Ceciliei, în 1644, legăturile dintre Vladislav cu Habsburgii s-au slăbit. În schimb, relațiile cu Franța s-au îmbunătățit, iar într-un final Vladislav s-a căsătorit cu prințesa franceză Marie Louise Gonzaga de Navara, fiica lui Carol I Gonzaga, Prinț de Navara, în anul 1646.
Ultimul plan a lui Vladislav a fost de a orchestra un război major între puterile europene și Imperiul Otoman. Granița Imperiului se afla într-o stare constantă de război; unii istorici au estimat că la prima jumătate a secolului al XVII-lea, raidurile otomane și războaiele au dus la pierderea (deces sau înrobire) aproximativă de 300.000 de cetățeni ai Republicii la granițe. Vladislav spera, de asemenea, că războiul va rezolva problema de neliniște dintre cazaci, un grup militar care trăia în Ucraina, în apropiere de granița otomană, care ar putea găsi bogății într-o asemenea campanie, și încerca să le îndrepte atenția pentru a lupta cu Republica, în loc să lupte împotriva ei. Ca de obicei, el nu a reușit să-i inspire pe nobili, care rareori erau dispuși să ia în considerare sponsorizarea unui alt război, primind mai mult sprijin din partea puterilor străine, de la Roma, Veneția și Moscova. Cu promisiunile de fonduri pentru război, Vladislav a început să recruteze trupe printre cazaci în 1646. Opoziția din Seim îi cerea ca el să respingă trupele, susținând înrăutățirea sănătății lui Vladislav. Vladislav încă nu se dăduse bătut, și a încercat să reînvie planul în 1647, cu sprijinul magnatului Jeremi Wiśniowiecki (care organizase expediții militare în apropierea frontierei otomane), încercând fără succes să-i provoace pe turci să atace.
La data de 9 august 1647, fiul său cel tânăr, în vârstă de 7 ani, s-a îmbolnăvit și a murit, iar moartea singurului moștenitor legitim era o lovitură majoră pentru rege.

## Moartea
În timpul unei vânători în apropiere de Merkinė, la începutul anului 1648, Vladislav a suferit de o criză la rinichi. Starea lui s-a agravat din cauza unei medicații incorecte. Pe patul de moartea, el a avut timp să dicteze ultima dorință și să primească ultimele ritualuri. Vladislav a murit în jurul orei 2 noaptea pe 19 sau 20 mai 1648.
Trupul său a fost îngropat în Capela Sfântului Cazimir la Catedrala Vilnius. Nu a avut moștenitori de sex masculin legitimi. A fost urmat la tron de fratele său vitreg, Ioan al II-lea Cazimir de Vasa.
Vladislav a fost descris ca fiind un om deschis și prietenos, cu simț al umorului și optimist, capabil să farmece multă lumea care a interacționat cu el. Pe de altă parte, el a avut un temperament câteodată iritat iar când se înfuria, putea să acționeze fără să ia în considerare toate consecințele.
Vladislav a fost criticat ca risipitor. A trăit cu generozitate, cheltuind mai mult din trezoreria sa roială decât își putea permite. El a distribuit din averea sa curtenilor, care erau văzuți de popor cum profită de bunătatea regelui. A fost cunoscut și ca un curtezan, acesta având mai multe amante pe tot parcursul vieții, inclusiv în perioadele când era căsătorit.